# Norton Motorcycle Company
Norton est une firme britannique de construction de motos, fondée par James Lansdowne Norton (en) à  Wolverhampton en 1898, puis transférée à Birmingham.

## Historique
Norton Manufacturing Company, lancée en 1898, produit des chaînes de motos.
Les premières Norton produites sont, en 1902, des bicyclettes à moteur Peugeot ou Clément (Clément-Garrard).
Norton Motors Ltd. est créée après le rachat en 1913 par le principal actionnaire, R.T. Shelley & Co.
En 1960, Norton est vendue à Associated Motor Cycles (en) (AMC), qui possédait aussi AJS, Matchless, et Villiers.
En 1967, la plus célèbre des Norton voit le jour : la Commando.
En 1973, création de Norton-Villiers-Triumph (NVT) avec le rachat de Triumph et BSA.
La récession et l'arrivée sur le marché des motos japonaises oblige Norton à mettre la clef sous la porte en 1976.
Kenny Dreer fait revivre Norton de 1995 à avril 2006, depuis son petit atelier de réparation, appelé Vintage Rebuild, et basé à Portland, dans l'Oregon.
À la suite de cette parenthèse américaine, la marque est revenue en mains britanniques, grâce à son rachat en 2006 par Stuart Garner (en), qui a construit une nouvelle usine à Donington Park.
En mars 2013, Norton Motorcycles a racheté, à la surprise générale, le domaine de Donington Hall pour en faire son quartier général. Le domaine a été racheté à la compagnie British Airways pour une somme non divulguée.
En avril 2020 la société est rachetée par le géant indien TVS Motor Company.

## Modèles
- La Manx
- La Commando
- La F1, à moteur Wankel

## Galerie

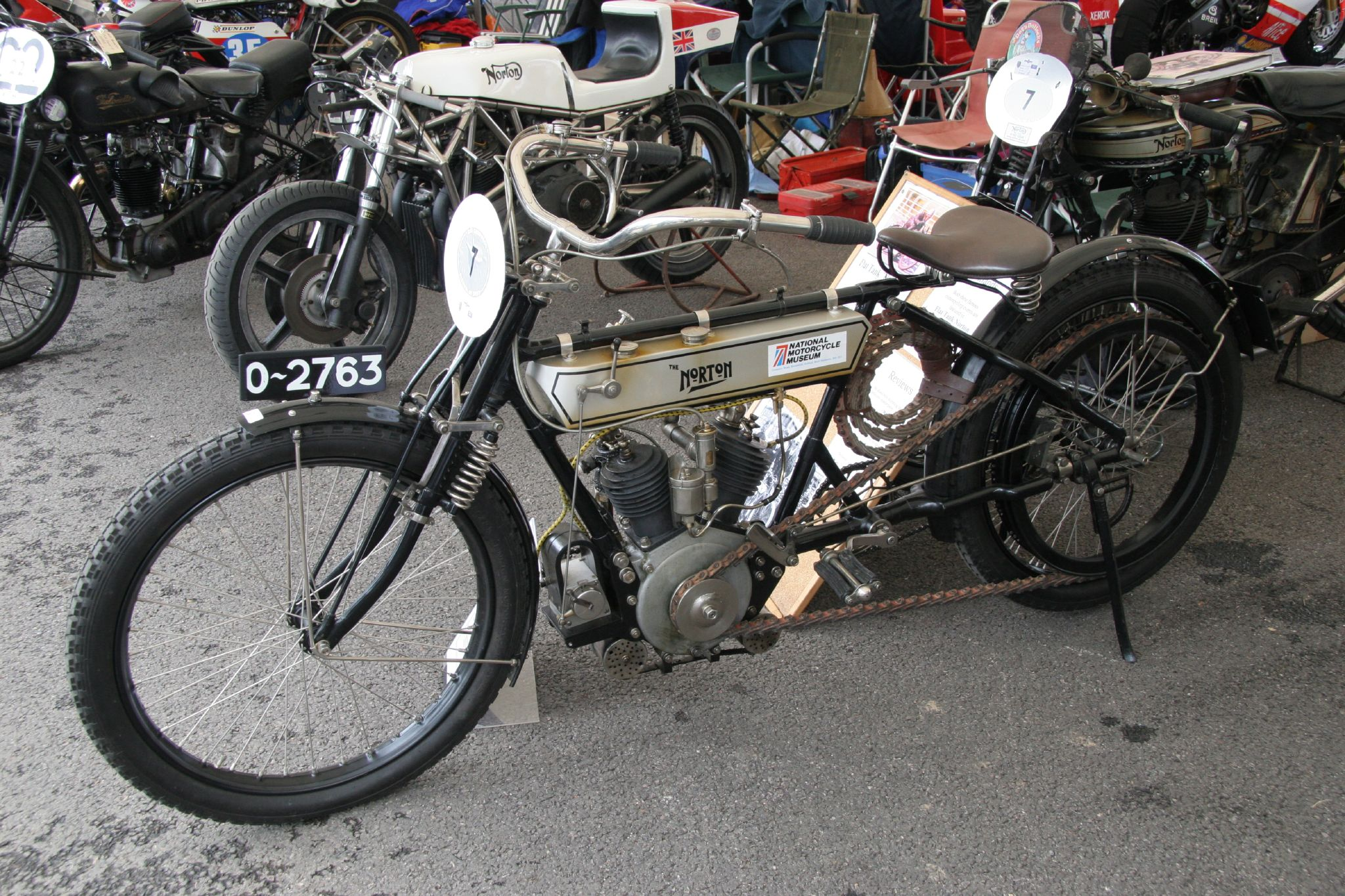
Norton 1907
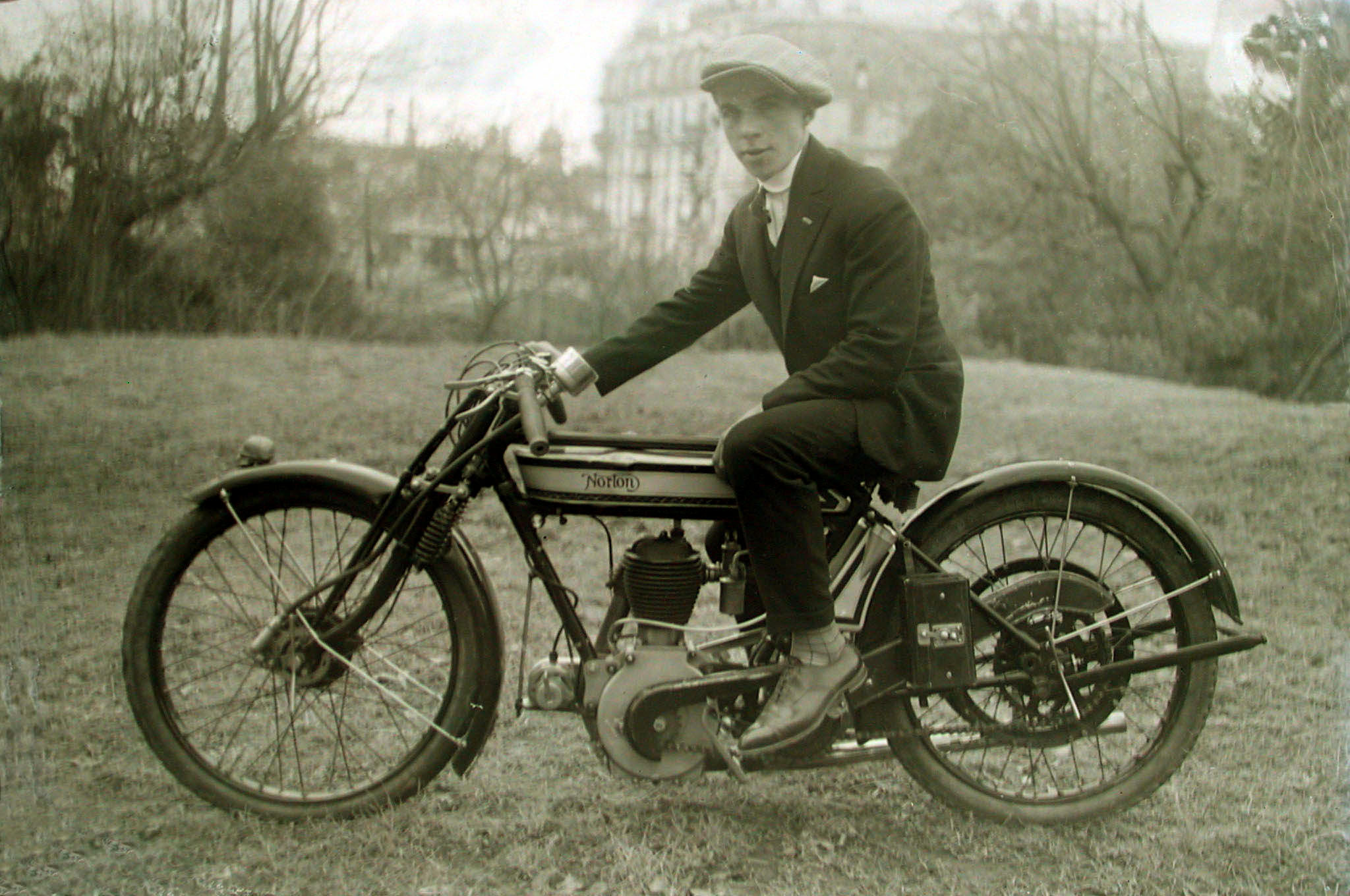
Norton 490 cm3 latéral, 1921
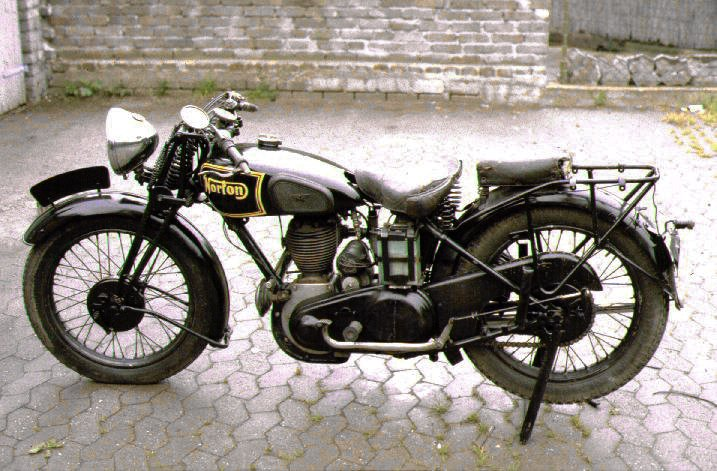
Norton 16H
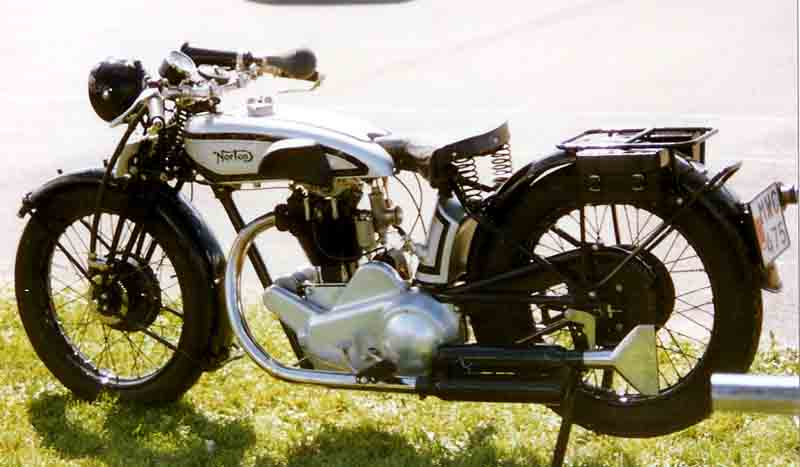
Norton CS1 1929
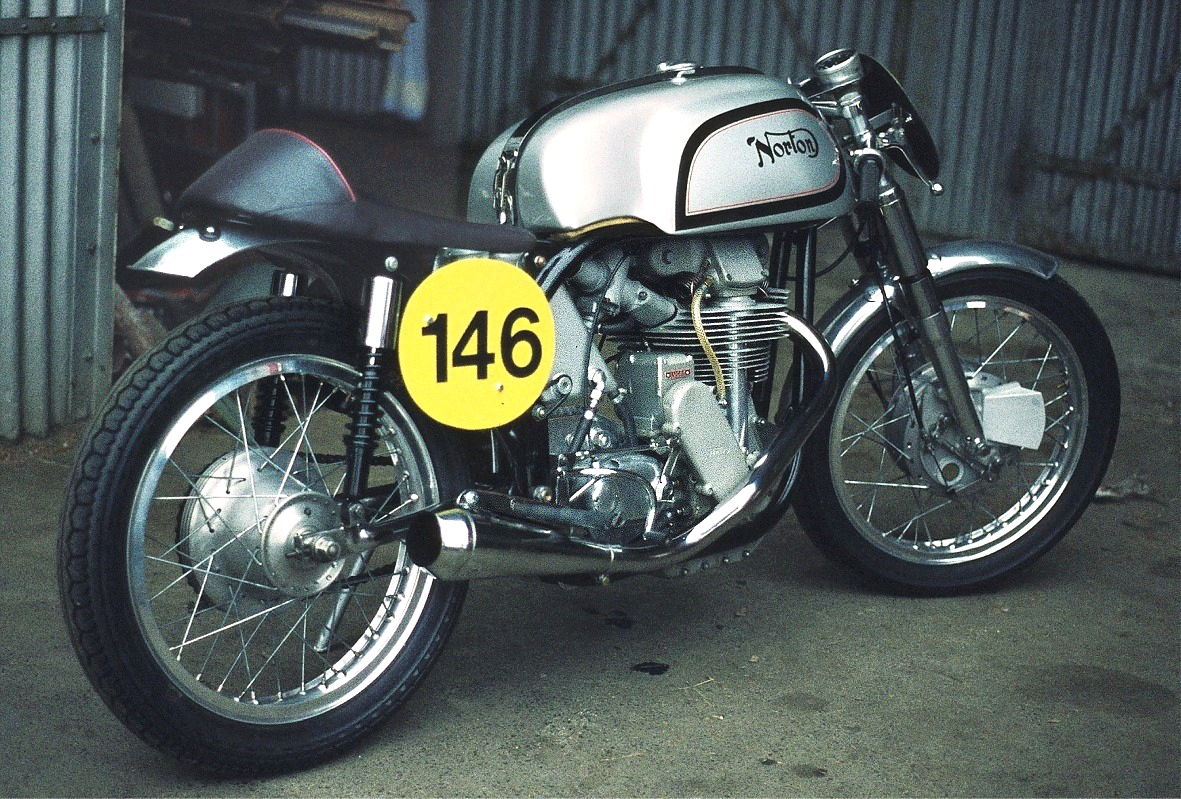
Norton Manx 1954
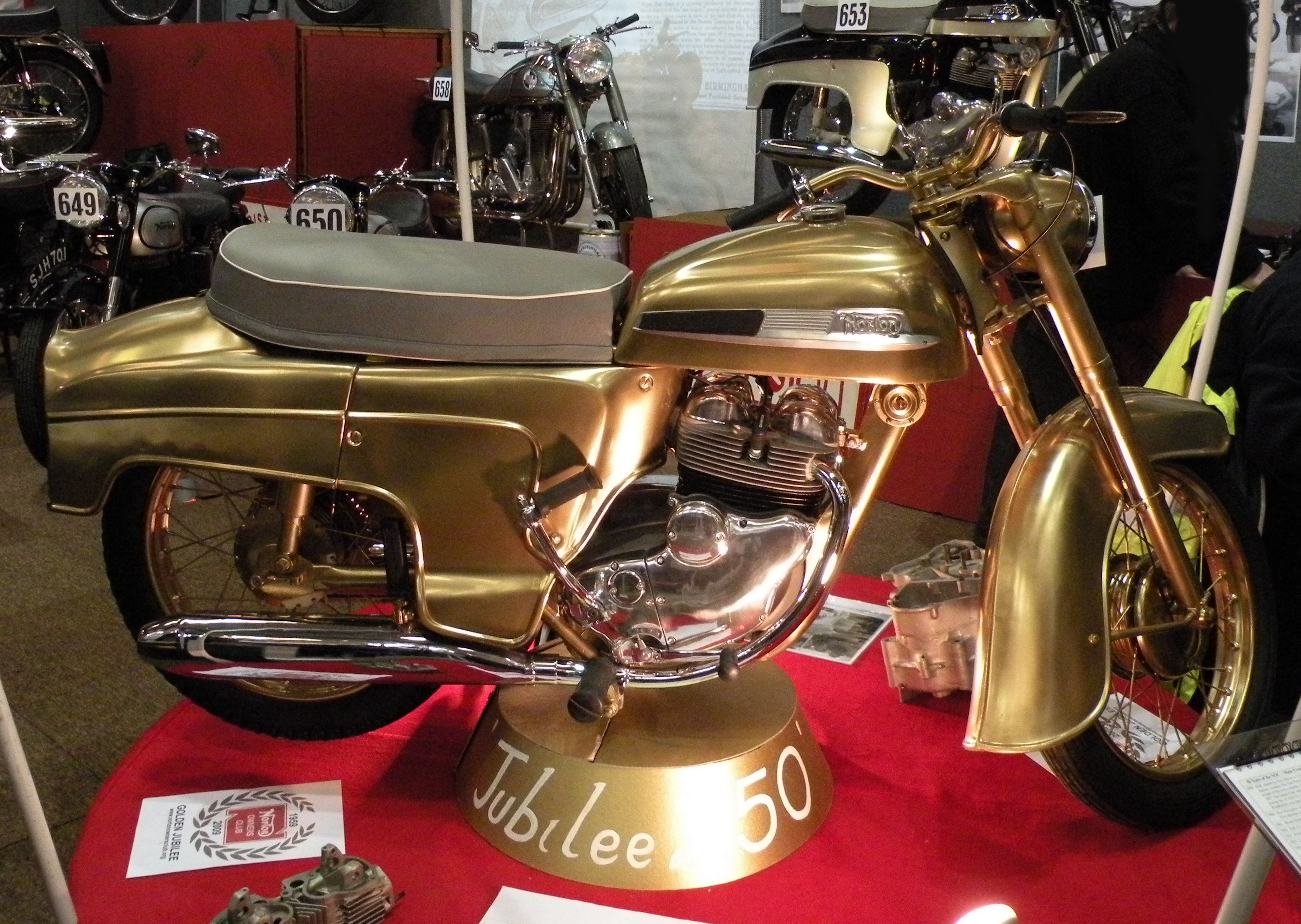
Norton Jubilee 1959
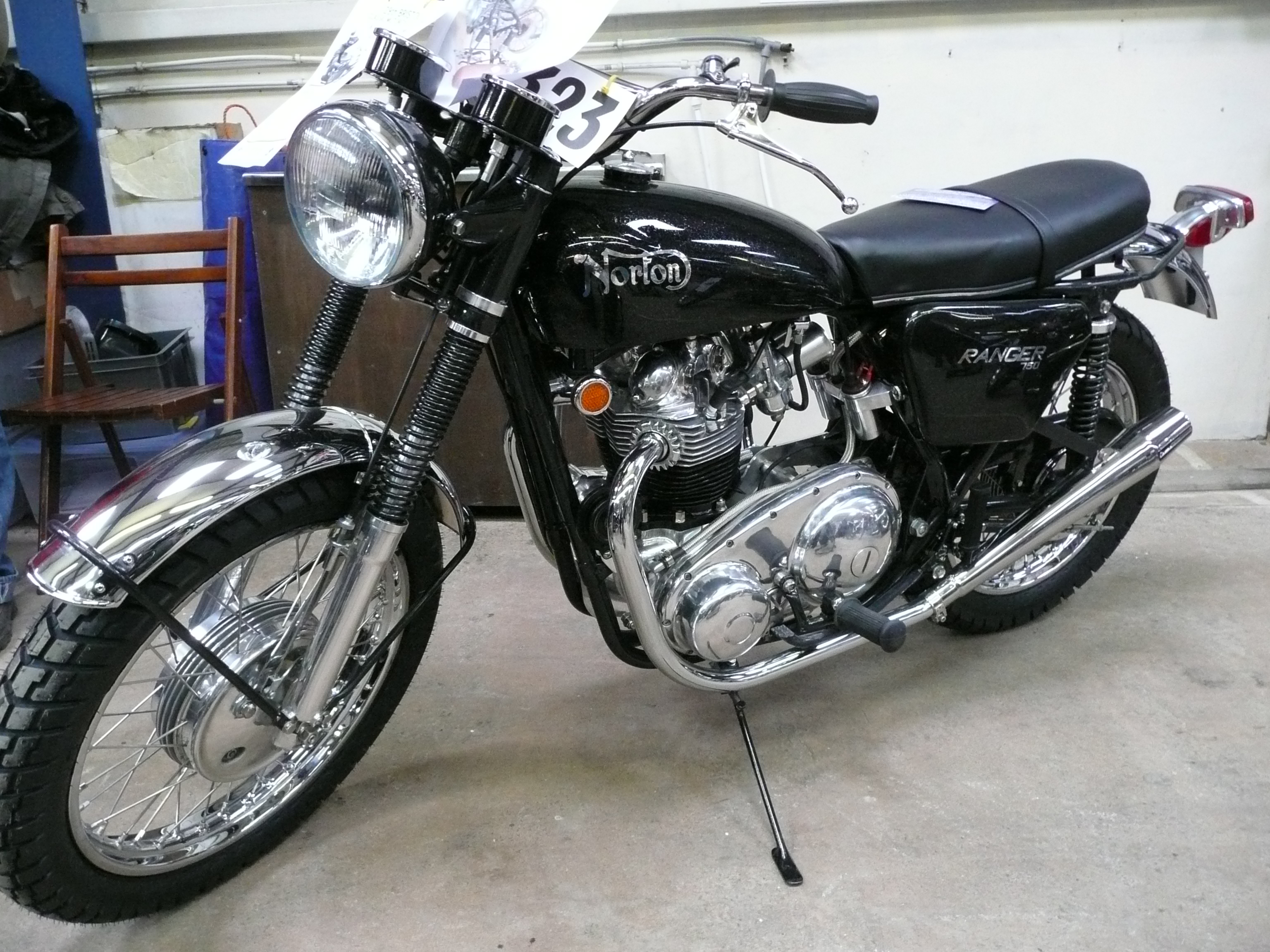
Norton Ranger 1968
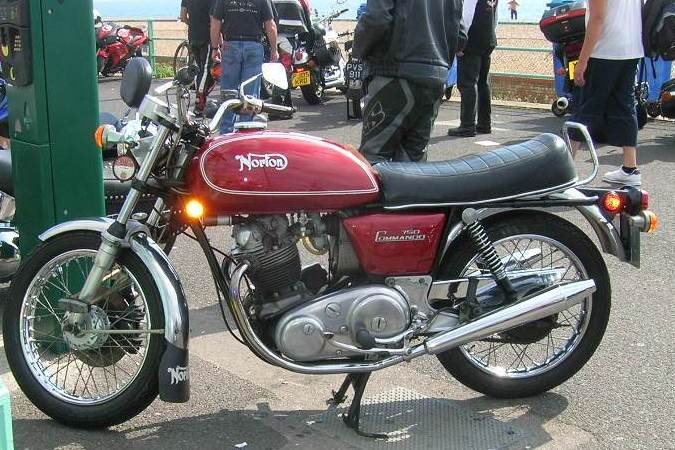
Norton Commando 750 cm³
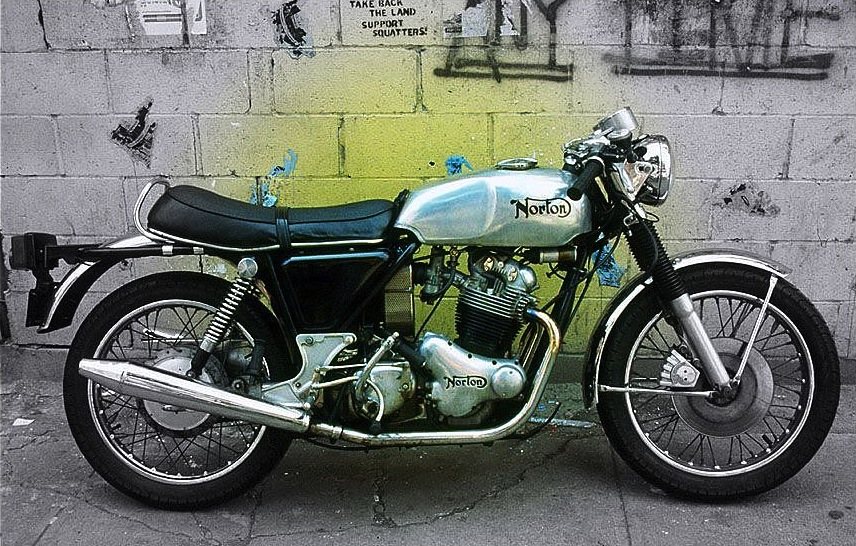
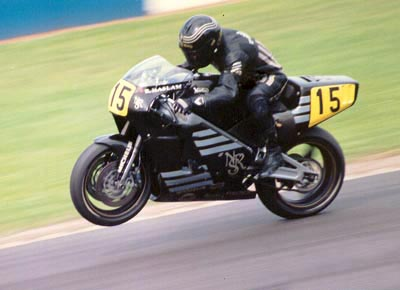
Ron Haslam sur la Norton F1 à moteur rotatif Wankel
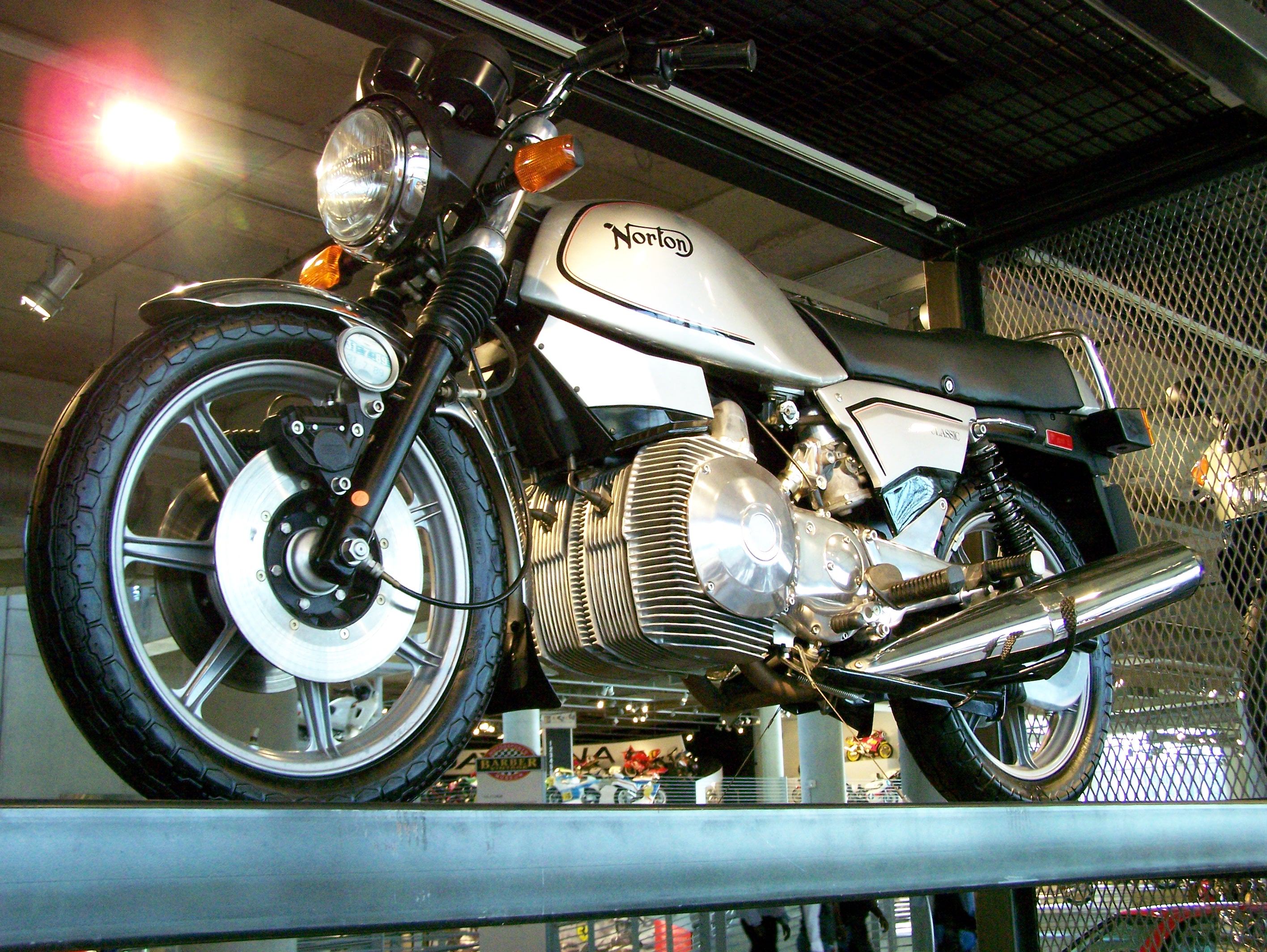
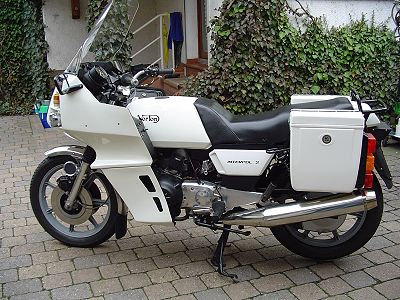
Norton Interpol 2 Prototyp à moteur rotatif Wankel

## Palmarès
- Victoire au premier TT de 1907, sur une Norton à moteur Peugeot
- 10 victoires au Tourist Trophy de l'Île de Man entre les deux guerres, puis tous les ans de 1947 à 1954.